# Attentats de janvier 2015 en France
Les attentats de janvier 2015 en France sont une série d'attaques terroristes islamistes qui se déroulent entre les 7 et 9 janvier 2015 en Île-de-France. Elles visent la rédaction du journal Charlie Hebdo, des policiers et des clients d'une supérette casher. Dix-sept personnes sont tuées et leurs trois assassins sont abattus par les forces de l'ordre.
Les événements débutent le mercredi 7 janvier 2015 par l'attentat contre Charlie Hebdo, une tuerie au siège du journal satirique à Paris : deux djihadistes français, les frères Kouachi, assassinent onze personnes — dont huit collaborateurs du journal — et en blessent onze autres avant de tuer durant leur fuite, un policier déjà blessé et à terre. Les frères Kouachi sont finalement abattus deux jours plus tard par le GIGN dans une imprimerie où ils se sont retranchés, à Dammartin-en-Goële (Seine-et-Marne), au nord-est de Paris. L'attentat est alors revendiqué par Al-Qaïda dans la péninsule arabique (AQPA), basé au Yémen.
Le 8 janvier 2015, Amedy Coulibaly, un Français proche des frères Kouachi, tue par balle tirée dans le dos une policière municipale et blesse grièvement un employé municipal à Montrouge. Le lendemain, il prend en otage les clients d’une supérette casher à la porte de Vincennes à Paris et en tue quatre. Il est finalement abattu lors d'un assaut du RAID et de la BRI. Il affirme agir au nom de l'organisation djihadiste de l'État islamique qui n'a cependant pas revendiqué son acte. Ses actions sont coordonnées avec celles des frères Kouachi.
Le retentissement de ces événements est considérable, aussi bien en France qu'à l'étranger : plus de quatre millions de personnes manifestent lors des « marches républicaines » des 10 et 11 janvier sur tout le territoire français, quarante-quatre chefs d'État et de gouvernement défilent à Paris le dimanche 11 janvier en compagnie de plus d'un million et demi de personnes. De nombreux rassemblements de solidarité ont par ailleurs lieu un peu partout dans le monde les jours suivant les attentats. Après le 12 janvier 2015 et pour une durée indéterminée, dans le cadre de l'opération Sentinelle, près de 10 500 militaires sont déployés en France pour sécuriser 830 points sensibles (lieux de culte, écoles, représentations diplomatiques et consulaires, organes de presse). Le 17 janvier 2015, la Belgique prend également les mêmes mesures en déployant des militaires afin de sécuriser les points sensibles du territoire dans le cadre de l'opération Vigilant Guardian, équivalent belge de l'opération Sentinelle française.

## Contexte
Charlie Hebdo, un journal satirique publie de nombreuses caricatures concernant des hommes politiques, des religieux de toutes confessions, et d'autres événements liés à l'actualité locale et internationale. Parmi ces caricatures, la publication de celles du prophète de l'islam produit de vives réactions dans le monde musulman, en particulier à cause de l'aniconisme,,. Certains djihadistes menacent d'attaquer les auteurs et éditeurs de telles caricatures.
Les attaques sont perpétrées par des individus se réclamant d'Al-Qaïda ou de l'organisation djihadiste de l'État islamique, et issus de quartiers dits « sensibles ». Chérif et Saïd Kouachi ont grandi sans véritable structure familiale, confiés à plusieurs foyers successifs à la suite du décès de leur père, puis de leur mère. Les terroristes sont issus de familles aux revenus faibles, ayant émigré durant les années 1960-1970. Ils ont grandi dans des quartiers à haut taux de chômage et aux opportunités de travail réduites. Petits délinquants locaux, ils s'opposent à l'intervention occidentale en Afghanistan et en Irak et participent activement aux émeutes de 2005 dans les banlieues françaises. L'expérience de la prison et de l'exclusion économique contribue à les radicaliser.

## Déroulements

### Tuerie au siège deCharlie Hebdo
Le 7 janvier 2015 vers 11 h 30, deux hommes cagoulés et lourdement armés pénètrent dans l'immeuble qui abrite les locaux du journal Charlie Hebdo au no 10 de la rue Nicolas-Appert dans le 11e arrondissement de Paris. Ils y tuent onze personnes : un agent de maintenance dans le hall de l'immeuble puis dix personnes collaborant au journal ou invitées par ce dernier à la conférence de rédaction. L'opération commando dure environ cinq minutes. Onze autres personnes sont blessées à des degrés divers. En quittant l'immeuble pour la rue, les deux assassins s'exclament « On a tué Charlie Hebdo, on a vengé le Prophète Mohammed ! ». Les policiers, alertés par le voisinage qui a entendu les tirs, commencent à arriver à proximité des lieux. Ainsi, dès le début de leur fuite, les assaillants se heurtent successivement à trois patrouilles de police : devant la puissance de feu des tueurs, la première patrouille en voiture recule, la deuxième à vélo est contrainte de s'abriter ; la troisième composée de deux policiers à vélo circulant sur le boulevard Richard-Lenoir tente de stopper la fuite mais, rapidement, un des deux policiers (Ahmed Merabet) est blessé et tombe au sol où, quelques secondes plus tard, il est tué d'une balle dans la tête tirée à bout portant.
Les fuyards repartent immédiatement, passent par la place du Colonel-Fabien et, après avoir endommagé leur voiture sur la rue de Meaux, ils l'abandonnent et obligent un conducteur à leur céder son véhicule. Les policiers perdent leur trace vers la porte de Pantin. Mais, en abandonnant leur voiture, les tueurs ont laissé de nombreuses informations qui, dans la soirée, permettent à la police d’identifier les suspects et de lancer un avis de recherche général. Une « chasse à l'homme » est alors lancée au niveau national qui met à contribution l’ensemble des forces de police et de gendarmerie. Le plan Vigipirate est placé à son niveau maximum — « alerte attentats » — dans la région Île-de-France.

### Fusillade à Fontenay-aux-Roses
Amedy Coulibaly est suspecté d'être le responsable de l'agression d'un joggeur le 7 janvier 2015 à 20 h 30 à Fontenay-aux-Roses, ville où il réside,. La victime est grièvement blessée par plusieurs tirs d'arme automatique. Le 11 janvier 2015, le parquet de Paris, qui s’est saisi de l’enquête sur l’agression du joggeur, a annoncé dans un communiqué qu'un lien est fait entre la prise d’otages de vendredi dans l’hypermarché casher dans l’Est de Paris et l’agression du joggeur, grâce aux « étuis percutés découverts à Fontenay-aux-Roses » et au pistolet Tokarev retrouvé dans le magasin casher où Amedy Coulibaly effectue un jour plus tard une prise d'otages. Selon la victime, l'agresseur serait de type européen, donc l'affaire reste très floue.

### Fusillade à Montrouge
Alors que les regards restent braqués sur la traque des deux suspects de Charlie Hebdo, une fusillade survient à Montrouge le 8 janvier 2015 autour de 8 h. Appelés pour un banal accrochage entre deux véhicules, une jeune stagiaire de la police municipale et un agent de la voirie sont pris pour cible par un individu masqué portant un gilet pare-balles et armé d'un fusil d'assaut Kalachnikov et d'une arme de poing, qui est plus tard identifié comme étant Amedy Coulibaly. La jeune policière, Clarissa Jean-Philippe, touchée dans le dos, succombe à ses blessures tandis que l'agent de voirie est gravement blessé. Le tireur prend alors la fuite, laissant derrière lui sa cagoule : cela permet le lendemain aux forces de l'ordre d'identifier formellement Coulibaly grâce à son ADN. Quelques minutes plus tard, les secours et les policiers de la BRI arrivent sur place. Le lieu de la fusillade, vers le 70 rue Pierre-Brossolette, est à proximité de l'école-synagogue  Yaguel Yaacov, située au 90 rue Gabriel-Péri. Le 13 janvier, Robert Badinter et François Hollande lors de l'hommage qu'il a rendu aux policiers tués ont indiqué que l'hypothèse qui ressort de l'enquête en cours est que la cible initiale de Coulibaly aurait pu être cette école juive.
Amedy Coulibaly est également l'auteur de l'explosion d'une voiture le 8 janvier 2015 au soir à Villejuif.

### Assaut de Dammartin-en-Goële
Le jeudi 8 janvier 2015, vers 9 h 30, les deux fugitifs de Charlie Hebdo sont aperçus dans une station service dans les environs de Villers-Cotterêts dans l'Aisne,. À la suite de cette information, le niveau « Alerte Attentat » du plan Vigipirate est étendu à la Picardie. Aussitôt, un énorme dispositif de recherche se met en place : des barrages sont dressés tandis que les policiers du GIPN aidés de ceux de la BRI ainsi que par le GIGN inspectent les maisons de plusieurs villes des environs, Corcy et Longpont, ainsi que les bois environnants. Aux alentours de 22 h 30, les effectifs de recherches sont allégés, mais celles-ci se poursuivent.
Le 9 janvier 2015 au matin, deux jours après avoir commis l'attentat au siège de Charlie Hebdo, les frères Chérif et Saïd Kouachi sortent d'un bois dans la matinée et braquent un automobiliste à Nanteuil-le-Haudouin puis prennent la direction de Paris. Cependant ils tombent bientôt sur une patrouille de gendarmerie à Dammartin-en-Goële (Seine-et-Marne). Des échanges de tirs ont lieu et Said Kouachi est légèrement blessé à la gorge par un « tir de riposte » d’un gendarme. Les terroristes prennent la fuite et se retranchent vers 9 h 15 dans une imprimerie où ils prennent en otage le gérant de l'entreprise mais finissent par le relâcher à 10 h 20. Ce dernier explique que les deux forcenés possèdent des kalachnikovs, un lance-roquettes et des cocktails Molotov.
Deux employés sont présents dans l'imprimerie au moment où les terroristes font irruption dans le bâtiment. Le premier réussit à s'enfuir. Le second, Lilian, 26 ans, parvient à se cacher sous un évier dans la salle de restauration de l'entreprise. Il n'est pas découvert par les djihadistes et pendant plusieurs heures il parvient à échanger des SMS avec le GIGN.
Les forces de gendarmerie et de police se déploient autour de l'entreprise et dans toute la ville, tandis que plusieurs hélicoptères survolent la zone. Située en zone gendarmerie nationale (ZGN), l'affaire est prise en charge par cette dernière et notamment par le GIGN qui, pendant plusieurs heures, tente d'entrer en contact avec les frères Kouachi. Ces derniers refusent de répondre. Le GIGN communique cependant par SMS avec l'employé caché dans l’imprimerie qui fournit notamment des indications sur l'intérieur de l'imprimerie, la position des frères Kouachi ainsi que la teneur de leurs discussions.

### Porte de Vincennes

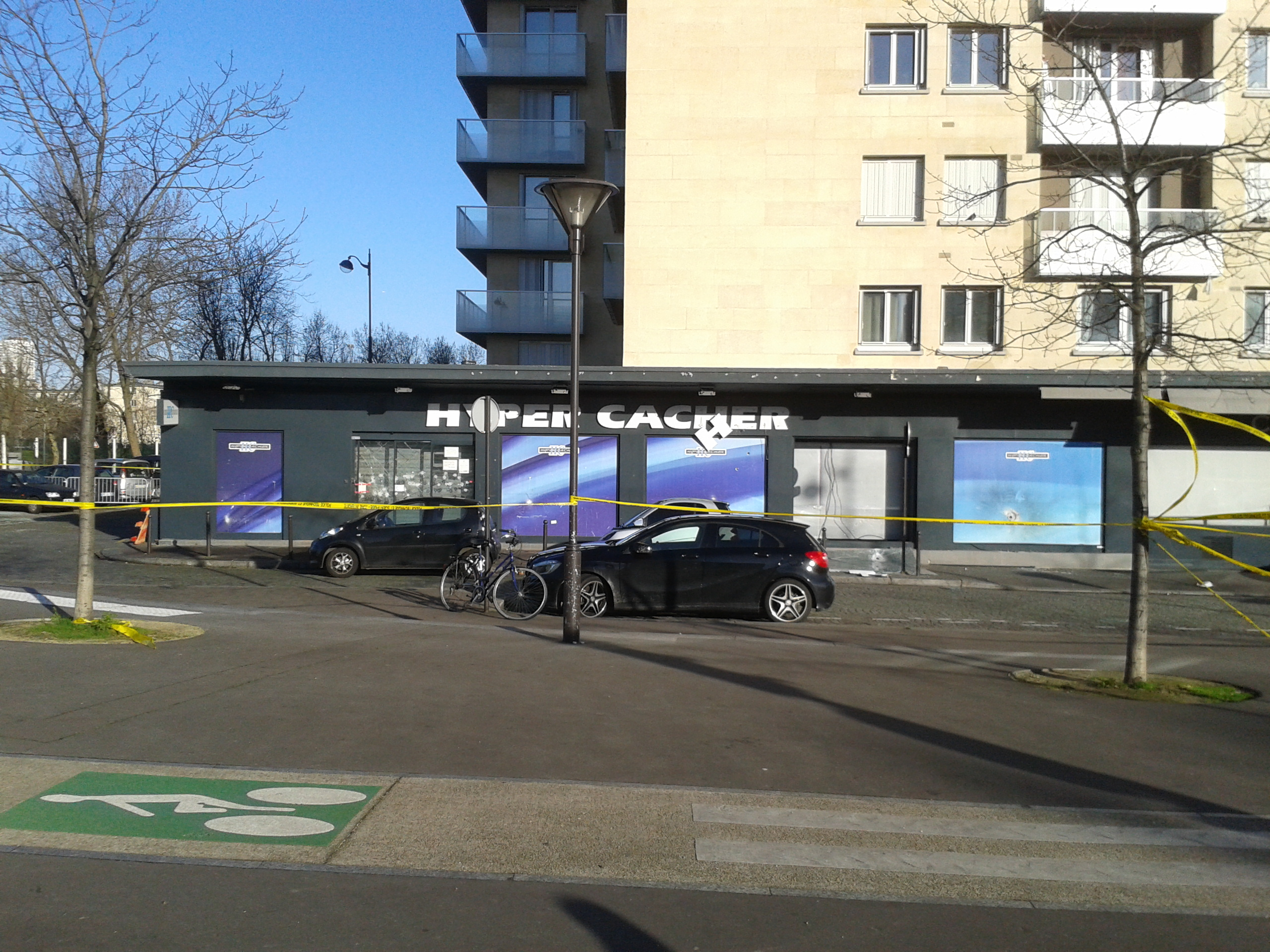
Le magasin Hyper Cacher de la porte de Vincennes, le lendemain de la prise d'otages, le 9 janvier 2015.

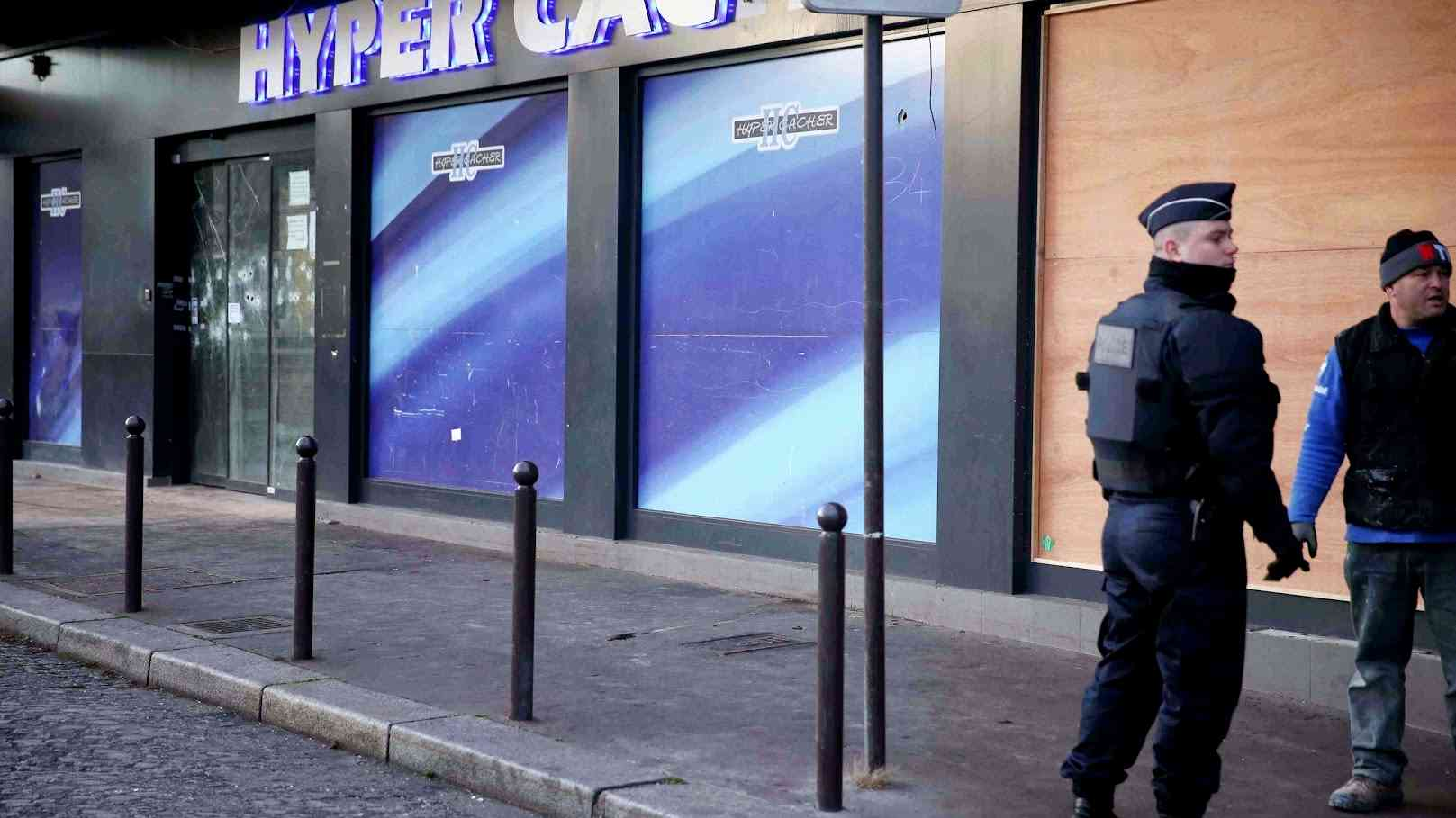
L'Hyper Cacher alors qu'il porte encore les stigmates des fusillades du 9 janvier 2015.

Le 9 janvier 2015, Amedy Coulibaly est d'abord repéré porte de Vincennes et poursuivi par des patrouilles de police en voiture. Il tire dans leur direction et les balles se perdent. Les policiers lui laissent une distance de sécurité. Coulibaly, visant des juifs, entre vers 13 h à l'intérieur d'une supérette Hyper Cacher située au 23, avenue de la Porte-de-Vincennes dans le 20e arrondissement de Paris, à l'extérieur du boulevard périphérique, à la limite de la commune de Saint-Mandé. Il est porteur d’une kalachnikov, de deux pistolets mitrailleurs Skorpion, de deux pistolets Tokarev, d’un gilet pare-balle et de quinze bâtons d'explosifs,.
Dès 14 h, le déploiement des forces de police comprend un hélicoptère et des dizaines de véhicules (police, pompiers, secours). L'enquête est confiée à la section antiterroriste (SAT) de la police judiciaire parisienne, à la sous-direction anti-terroriste de la police judiciaire et à la direction générale de la Sécurité intérieure (DGSI). Le quartier est bouclé par la police et la circulation est interrompue sur le cours de Vincennes, sur le boulevard périphérique, pour le tramway. Pendant la prise d’otages, Coulibaly appelle des proches pour leur demander d’attaquer des cibles.
Dans le même temps, l'assaut à Dammartin-en-Goële est donné à 16 h 56. Les deux djihadistes entrouvrent une porte d'entrée située au rez-de-chaussée et ouvrent le feu sur les gendarmes. Ces derniers répliquent, d'abord avec des grenades à effet de souffle mais les tirs ne diminuent pas. Les hommes du GIGN ouvrent alors le feu et tuent les deux terroristes. Selon le procureur de la République de Paris, François Molins, les deux frères sont en possession de deux fusils d'assaut Kalachnikov AK-47, d'un lance-roquettes avec roquette engagée, de 10 grenades fumigènes et de deux pistolets automatiques au moment de l'assaut,. L'un des frères a vraisemblablement tenté de piéger son corps avec une grenade.
Porte de Vincennes, alors que Coulibaly est au téléphone avec un négociateur, l'assaut est donné à 17 h 12 par le RAID et la BRI. Ceux-ci tentent de pénétrer dans l'épicerie par la sortie de secours à l'arrière du magasin mais cette porte reste bloquée. Les policiers ouvrent alors le volet métallique de l'entrée et y lancent quatre grenades assourdissantes. De nombreux tirs d’armes automatiques sont échangés à travers la porte d'entrée. Le preneur d’otages, Amedy Coulibaly, est tué alors qu’il tente de sortir. Plusieurs otages sortent peu après et sont pris en charge. Quatre personnes sont gravement blessées et quatre sont assassinées : Yohan Cohen, Yoav Hattab, Philippe Braham et François-Michel Saada,,. Deux policiers du RAID et un autre de la BRI sont blessés. Le preneur d’otages possède des explosifs avec lesquels il a tenté de piéger l’une des portes du magasin. Une opération de déminage se poursuit peu après 17 h 30 afin de sécuriser l'épicerie. Le soir même, vers 19 h 55 à la télévision, le président de la République François Hollande qualifie cette prise d'otages d'« acte antisémite effroyable » et a appelé à ne faire « aucun amalgame ».

## Répercussions

### Réactions nationales

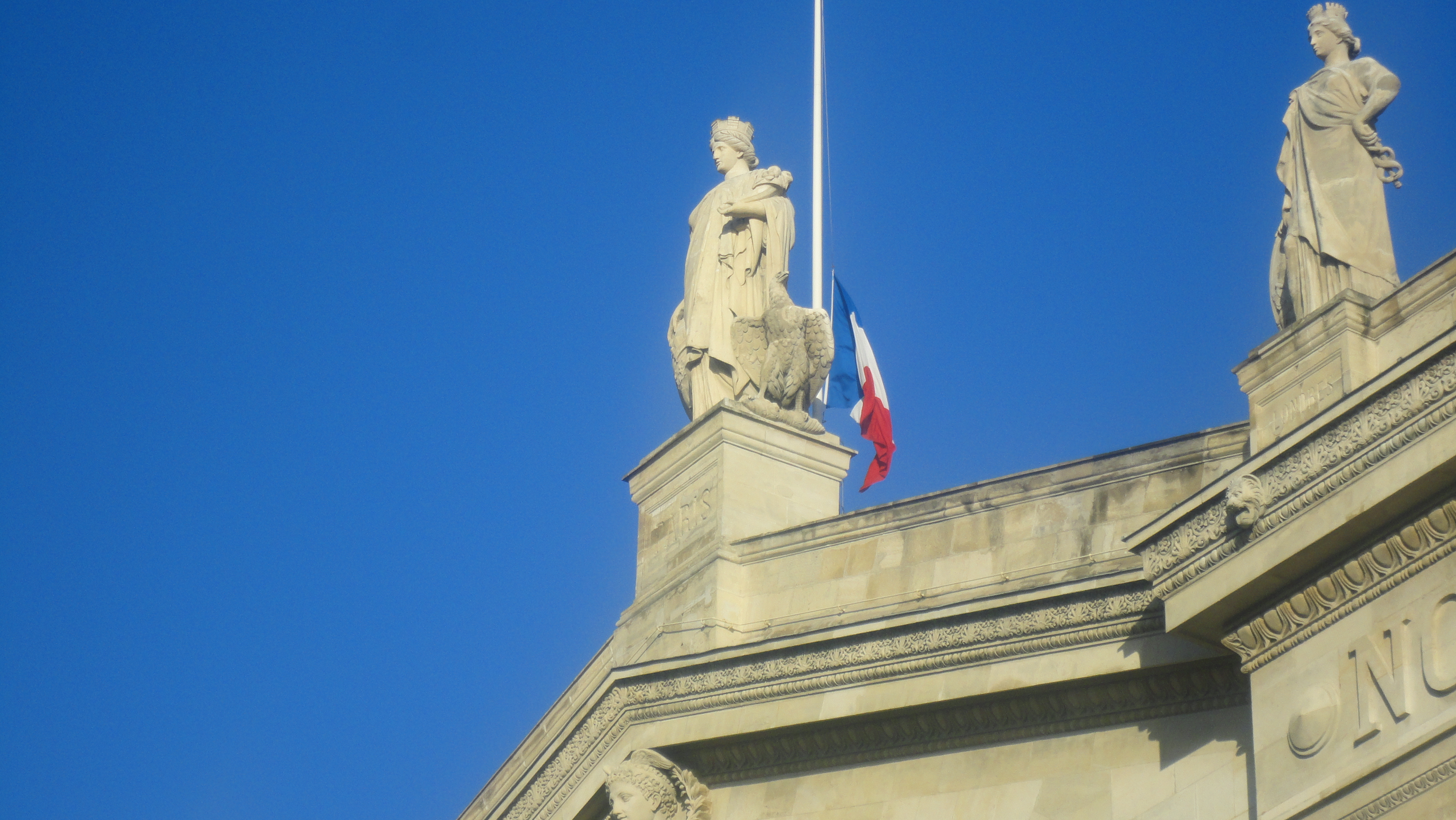
Drapeau en berne derrière la statue de Paris, gare du Nord.

Dès le jour de l'attentat contre Charlie Hebdo, des rassemblements spontanés sont organisés dans plusieurs villes de France, notamment à Paris sur la place de la République, Rennes, Bordeaux, Lyon, Nantes ou Lille. Environ 100 000 personnes y participent. Pour la première fois depuis le 11 septembre 2001, un jour de deuil national est décrété le 8 janvier et les drapeaux sont en berne sur les bâtiments publics pour trois jours. Sur deux jours, des centaines de milliers de citoyens se mobilisent spontanément à travers la France pour participer à différentes marches : les services de police estiment leur nombre à 700 000 personnes, comme le rapporte le ministre Bernard Cazeneuve durant son discours du 10 janvier 2015,,,,,.

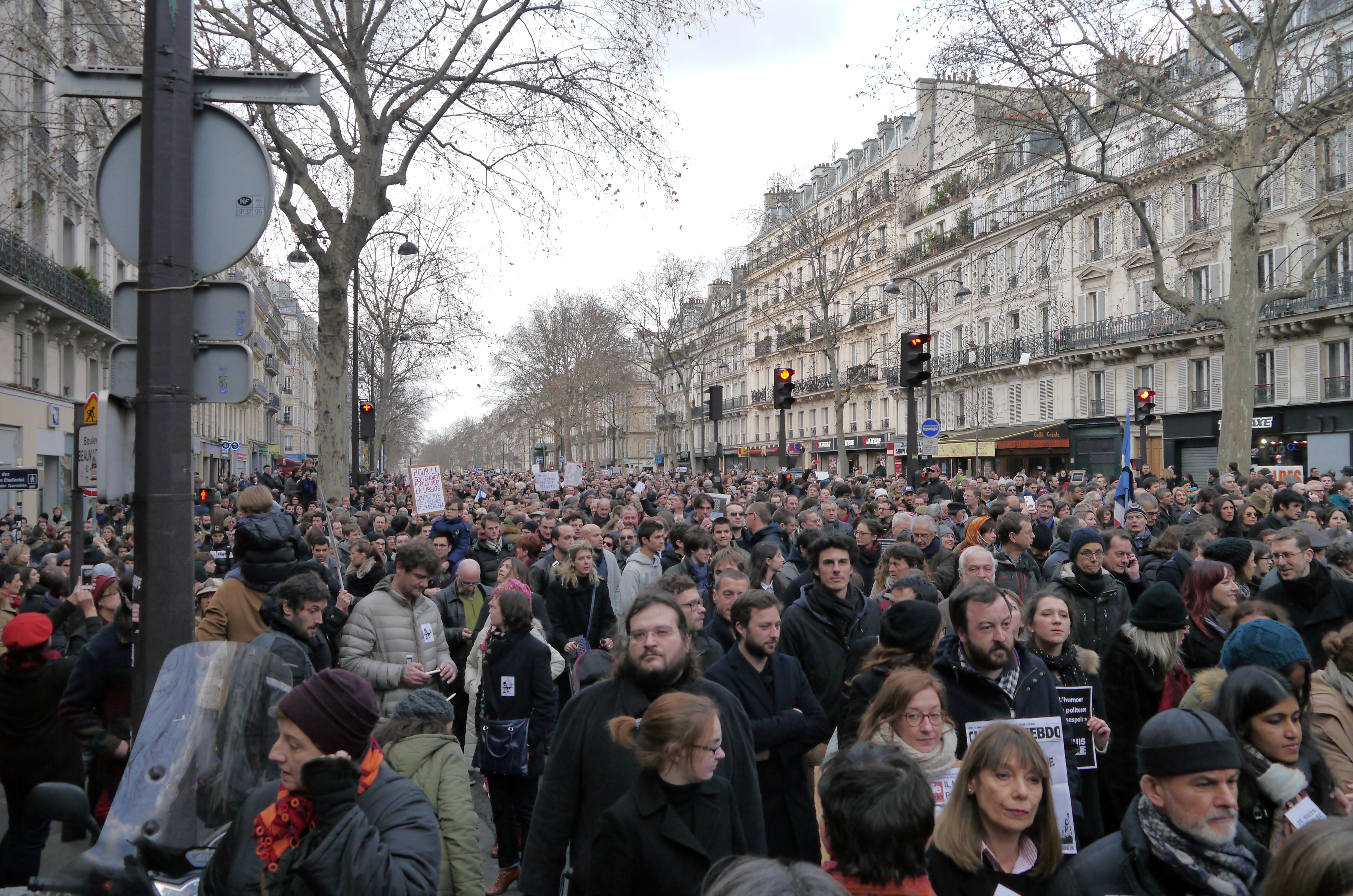
Dans le cortège de la manifestation à Paris le 11 janvier 2015-.

Une grande marche républicaine se tient dimanche 11 janvier à Paris entre la place de la République et la place de la Nation. Il s'agit d'un rassemblement historique. De très nombreuses personnalités politiques françaises sont présentes, dont le chef de l'État François Hollande et son prédécesseur Nicolas Sarkozy. L'ancien président Jacques Chirac ne participe pas à l'hommage en raison de son état de santé. Valéry Giscard d'Estaing est également absent. Le Premier ministre Manuel Valls et ses prédécesseurs, Michel Rocard, Édith Cresson, Édouard Balladur, Alain Juppé, Lionel Jospin, Jean-Pierre Raffarin, Dominique de Villepin, François Fillon et Jean-Marc Ayrault. Les ministres, Fleur Pellerin, Ségolène Royal, Michel Sapin, Christiane Taubira et Najat Vallaud-Belkacem sont également présents. Jean-Louis Debré, président du Conseil constitutionnel, et Jean-Paul Delevoye, président du Conseil économique, social et environnemental, Jean-Marc Sauvé, vice-président du Conseil d’État, Jacques Toubon, défenseur des droits, se joignent à la marche ainsi que Gérard Larcher, président du Sénat et Claude Bartolone, président de l'Assemblée nationale. Le maire de Paris Anne Hidalgo, son prédécesseur Bertrand Delanoë et Jean-Paul Huchon, président de la région Île-de-France, représentent la région.
Presque quatre millions de personnes participent à ces manifestations rien qu'à Paris intra muros, plusieurs autres millions ailleurs en France.

### Réactions internationales

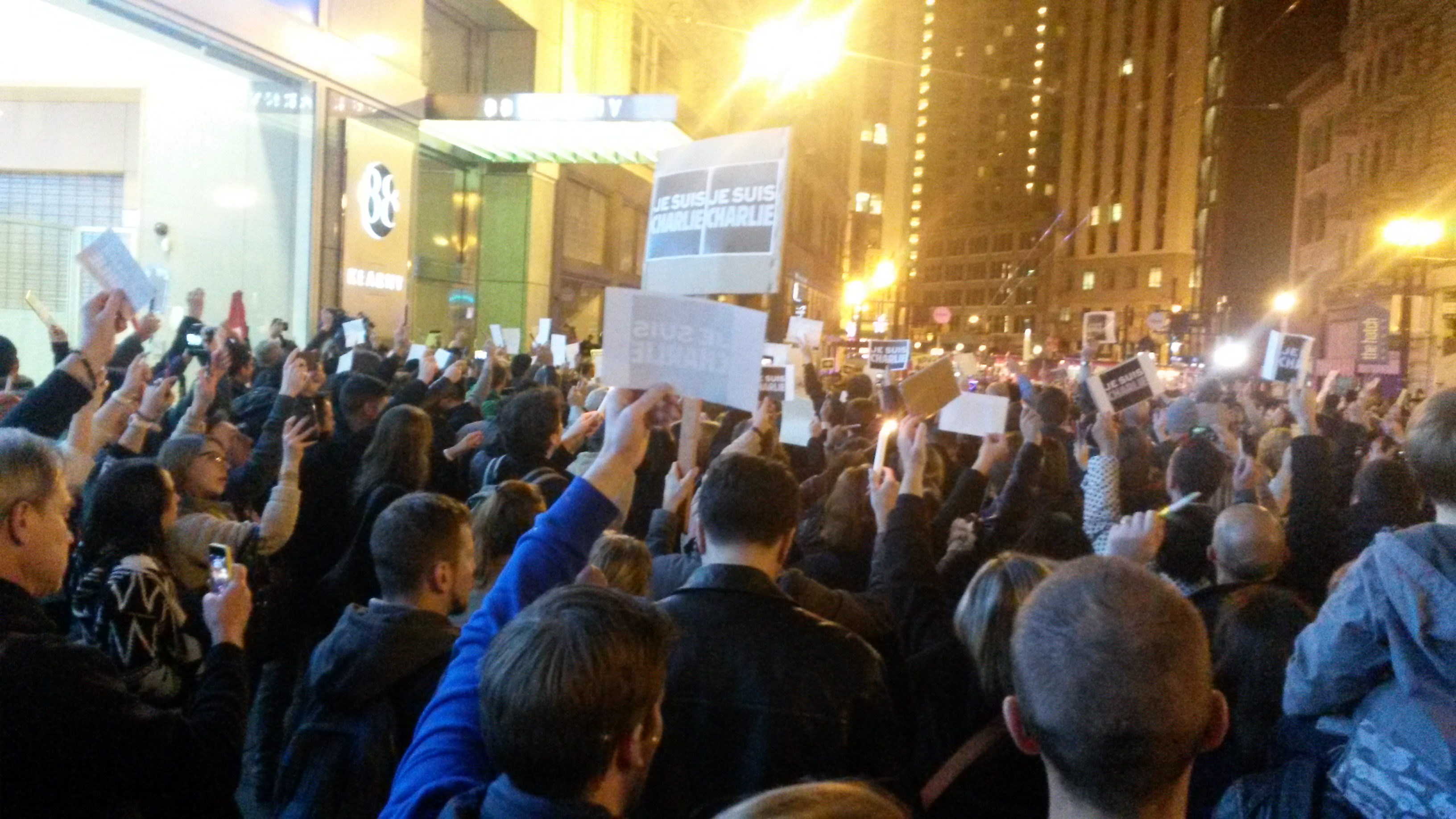
San Francisco, aux États-Unis, le 7 janvier 2015.

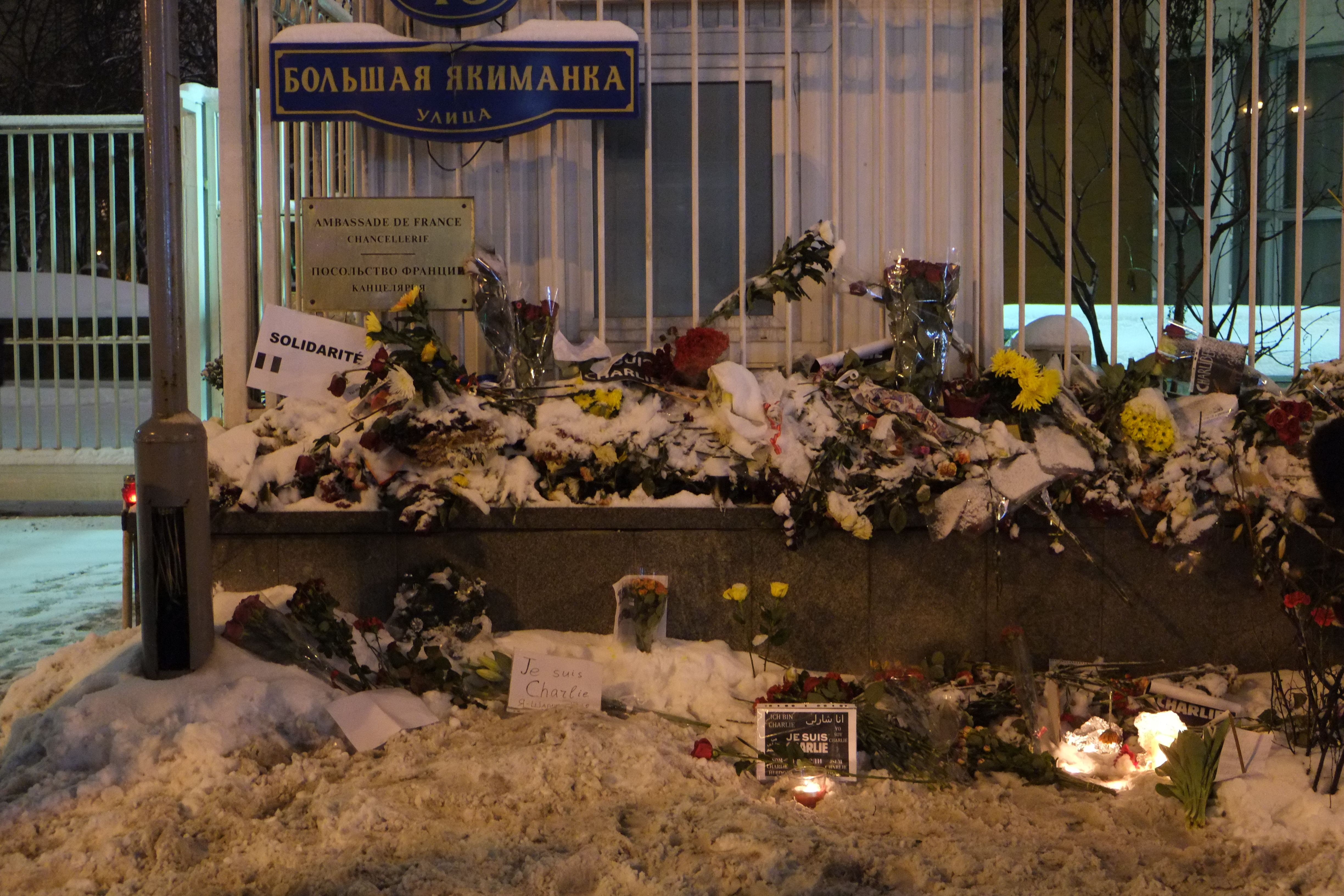
Ambassade de France à Moscou, en Russie.

L'émotion traverse les frontières de la France et durant trois jours, le monde entier est tenu en haleine par les évènements et la presse internationale réagit fortement à l'attentat : les plus grands journaux et magazines, toutes tendances confondues, s'indigneront de l'affront fait à la liberté de la presse, affichant des unes fortes et révoltées. Une vague de soutien afflue de tous les pays dans lesquels dirigeants, journalistes, personnalités ou simples citoyens affichent leur solidarité et leur indignation face à l'attaque contre Charlie Hebdo, par des rassemblements, ou bien la diffusion du message « Je suis Charlie ». Divers dirigeants européens et du monde sont attendus à Paris le 11 janvier 2015 dans le cadre de la marche républicaine. Barack Obama se rend à l'ambassade de France pour signer le cahier de condoléances. Dès le 7 janvier 2015, des rassemblements ont lieu,.
| Pays         | Ville         | Date            | Participants (estimation) |
| ------------ | ------------- | --------------- | ------------------------- |
| Royaume-Uni  | Londres       | 11 janvier 2015 | 2 000                     |
| Allemagne    | Berlin        | 7 janvier 2015  | 500                       |
| Allemagne    | Berlin        | 11 janvier 2015 | 18 000                    |
| Allemagne    | Mannheim      | 11 janvier 2015 | 1 200                     |
| Argentine    | Buenos Aires  | 7 janvier 2015  |                           |
| Australie    | Brisbane      |                 |                           |
| Australie    | Sydney        | 8 janvier 2015  | 1 000                     |
| Australie    | Sydney        | 11 janvier 2015 | inf. à 1 000              |
| Autriche     | Vienne        | 7 janvier 2015  | 300                       |
| Algérie      | Alger         | 11 janvier 2015 |                           |
| Belgique     | Bruxelles     | 7 janvier 2015  | 100 à 900                 |
| Belgique     | Bruxelles     | 11 janvier 2015 | 20 000                    |
| Belgique     | Liège         | 7 janvier 2015  | 100 à 900                 |
| Brésil       | São Paulo     | 7 janvier 2015  |                           |
| Canada       | Calgary       | 7 janvier 2015  |                           |
| Canada       | Montréal      | 7 janvier 2015  | 2 500                     |
| Canada       | Montréal      | 11 janvier 2015 | 25 000                    |
| Canada       | Québec        | 7 janvier 2015  | 300                       |
| Canada       | Québec        | 11 janvier 2015 | 2 000                     |
| Canada       | Saguenay      | 7 janvier 2015  | 15-30                     |
| Canada       | Toronto       | 7 janvier 2015  |                           |
| Canada       | Vancouver     | 7 janvier 2015  |                           |
| Canada       | Winnipeg      | 7 janvier 2015  |                           |
| Chili        | Santiago      | 7 janvier 2015  |                           |
| Corée du Sud | Séoul         | 11 janvier 2015 | 300-400                   |
| Croatie      | Zagreb        | 7 janvier 2015  |                           |
| Égypte       | Le Caire      | 7 janvier 2015  |                           |
| Équateur     | Quito         | 7 janvier 2015  |                           |
| Espagne      | Madrid        | 7 janvier 2015  | 100 à 900                 |
| Espagne      | Madrid        | 11 janvier 2015 | 100 à 900                 |
| États-Unis   | New York      | 7 janvier 2015  |                           |
| États-Unis   | Chicago       | 11 janvier 2015 |                           |
| États-Unis   | San Francisco |                 |                           |
| États-Unis   | Washington    | 7 janvier 2015  |                           |
| Grèce        | Athènes       | 11 janvier 2015 | 1 500                     |
| Grèce        | Thessalonique | 11 janvier 2015 | 1 500                     |
| Irlande      | Dublin        | 7 janvier 2015  |                           |
| Italie       | Florence      | 8 janvier 2015  | 500                       |
| Israël       | Jérusalem     | 11 janvier 2015 | 500                       |
| Luxembourg   | Luxembourg    | 7 janvier 2015  | 100                       |
| Luxembourg   | Luxembourg    | 8 janvier 2015  | 500 à 800                 |
| Luxembourg   | Luxembourg    | 11 janvier 2015 | 2 000                     |
| Mongolie     | Oulan-Bator   | 11 janvier 2015 |                           |
| Pays-Bas     | Amsterdam     | 8 janvier 2015  | 18 000                    |
| Pays-Bas     | La Haye       | 7 janvier 2015  | 100 à 900                 |
| Pays-Bas     | Rotterdam     | 8 janvier 2015  | 2 000 à 3 000             |
| Pérou        | Lima          | 7 janvier 2015  |                           |
| Russie       | Moscou        | 7 janvier 2015  |                           |
| Russie       | Moscou        | 11 janvier 2015 | + 1 000                   |
| Suède        | Göteborg      | 7 janvier 2015  |                           |
| Suède        | Stockholm     | 7 janvier 2015  | 70                        |
| Suède        | Stockholm     | 11 janvier 2015 | 3 000                     |
| Suisse       | Berne         | 7 janvier 2015  | 200                       |
| Suisse       | Genève        | 7 janvier 2015  | 500                       |
| Suisse       | Genève        | 8 janvier 2015  | 400                       |
| Suisse       | Lausanne      | 7 janvier 2015  | 500                       |
| Tunisie      | La Marsa,     | 7 janvier 2015  |                           |

#### Revendication et soutien aux terroristes
Al-Qaïda dans la péninsule Arabique (AQPA) revendique l'attentat contre Charlie Hebdo le 9 janvier, mais dans son communiqué il ne fait aucune mention des attaques commises par Amedy Coulibaly, lequel a prêté allégeance à l'État islamique. Selon Wassim Nasr, journaliste spécialiste des mouvements djihadistes, seuls des liens d'amitié personnels entre les frères Kouachi et Coulibaly ont conduit à des attaques coordonnées. Mais aucune planification n'est menée conjointement entre les chefs d'Al-Qaïda et ceux de l'État islamique, et ce en raison des rivalités, de la lutte idéologique et des combats meurtriers qui opposent ces deux organisations en Syrie. « Nous partageons certaines idées, mais c'est une erreur de croire que les deux se sont unis à cause de ce qu'il s'est passé à Paris », résume un membre de l'État islamique. De plus le mode opératoire diffère, les actions des frères Kouachi sont préparées de longue date en lien avec AQPA, la seule branche d'Al-Qaïda ayant les moyens de frapper en Occident, tandis que les attaques de Coulibaly sont plus improvisées. Coulibaly revendique dans une vidéo avoir agi au nom de l'État islamique mais l'organisation elle-même n'a pas revendiqué son acte. Quelques semaines après les attentats, le magazine de l'État islamique Dabiq publie un portrait élogieux d'Amedy Coulibaly.
Le 12 janvier, la garde des Sceaux Christiane Taubira transmet aux parquets une circulaire recommandant la plus grande fermeté dans les cas d'actes ou propos racistes et antisémites ou d'apologie du terrorisme. Le 14 janvier, Al-Qaïda dans la péninsule Arabique revendique l'attentat contre Charlie Hebdo dans une vidéo mise en ligne et où apparaît Nasser Ben Ali al-Anassi. Celui-ci déclare que « des héros ont été recrutés et ils ont agi, ils ont promis et sont passés à l'acte à la grande satisfaction des musulmans », il affirme que l'opération est menée sur l'ordre d'Ayman al-Zaouahiri et conformément à la volonté posthume d'Oussama ben Laden. Al-Anassi rend également hommage à Amedy Coulibaly, mais ne revendique pas ses actions. Si l'attaque est revendiquée par AQPA, des réactions de soutien sont également rapportées de la part d'autres organisations salafistes djihadistes. C'est le cas de l'État islamique qui dans une radio qualifie de « héros » les auteurs de l'attaque contre Charlie Hebdo. Al-Qaida au Maghreb islamique (AQMI) mentionne également Coulibaly en saluant « les trois cavaliers de l'islam héros de la bataille de Paris »,. Al-Mourabitoune, Jamaat al-Ahrar, une branche du Tehrik-e-Taliban Pakistan, Boko Haram et Al-Shabbaab saluent également les attentats à Paris.
D'autres réactions ponctuelles sont enregistrées en Algérie,, au Liban, en Inde, par des extrémistes sur Twitter, par un imam anglais, un prédicateur islamique australo-saoudien. En Turquie, le journal Yeni Akit publie un article intitulé « Attaque sur le magazine qui a provoqué les musulmans », et Türkiye, un journal proche du gouvernement, titre « Attaque sur le magazine qui a insulté notre prophète » mais ils s'attirent des réactions de rejet.
Sur l'Internet francophone, on observe un certain nombre de propos — cependant très minoritaires — approuvant les attentats,,. Plusieurs personnes ayant fait l'apologie des attentats sont interpellées en France.

#### Théories du complot
Les attentats suscitent très rapidement, dès le jour du massacre de la rédaction de Charlie Hebdo et avant même la prise d'otages de Vincennes, diverses théories du complot, notamment sur Internet,. Thierry Meyssan affirme ainsi que « les commanditaires les plus probables [de l'attentat] sont à Washington » car de véritables djihadistes « ne se seraient pas contentés de tuer des dessinateurs athées, ils auraient d’abord détruit les archives du journal sous leurs yeux », tandis que Jean-Marie Le Pen émet des doutes devant « cette histoire de carte d’identité oubliée par les frères Kouachi », qu'il rapproche du « passeport d’un des terroristes du 11 septembre miraculeusement retrouvé dans un New York en cendres ». Dieudonné et Alain Soral relaient chacun sur leur page Facebook des articles commentant les attentats de janvier 2015 en France, selon une logique complotiste. Égalité et Réconciliation, l'association dirigée par Alain Soral, publie sur son site web des articles présentant les attentats sous un angle complotiste. Jean-Yves Camus, dans un article paru dans le Charlie Hebdo du 14 janvier 2015, analyse la démarche des « charognards du complot » comme typique des courants d'opinions extrémistes.

#### Presse internationale
La presse internationale se montre aussi solidaire. En outre, plusieurs présentateurs de télévision américains, à l'image de Jon Stewart, Conan O'Brien, Bill Maher ou encore Jimmy Kimmel,, ont affiché leur soutien à Charlie Hebdo.
Plusieurs médias américains — CNN, le New York Daily News, Fox News et Associated Press — ont évoqué l'affaire en floutant à l'image les couvertures de Charlie Hebdo et de ses hors-séries, sur lesquelles est représenté Mahomet. Au Royaume-Uni, The Guardian et The Telegraph font de même. Un des patrons de CNN explique que la chaîne « ne diffusera pas d'images des dessins de Charlie Hebdo ». Il conseille également d'éviter les plans trop rapprochés de manifestants brandissant des exemplaires qui rendraient les dessins satiriques trop visibles. The Washington Post prend au contraire le parti d'illustrer l'un de ses articles par une des couvertures de Charlie Hebdo représentant Mahomet. Plusieurs autres médias anglo-saxons, comme Bloomberg, The Huffington Post ou The Daily Beast, font un choix identique.
Le 8 janvier, tous les journaux francophones du Québec — Le Journal de Montréal, Le Journal de Québec, 24 Heures, Le Devoir, La Presse, Le Soleil, Le Quotidien, Le Droit, La Tribune, La Voix de L'Est, Le Nouvelliste, Metro — décident de façon unanime, pour une très rare fois, de diffuser une caricature de Mahomet, en mémoire des victimes de l'attentat et afin de démontrer leur appui aux principes fondamentaux de la liberté d'expression.

#### Monde politique

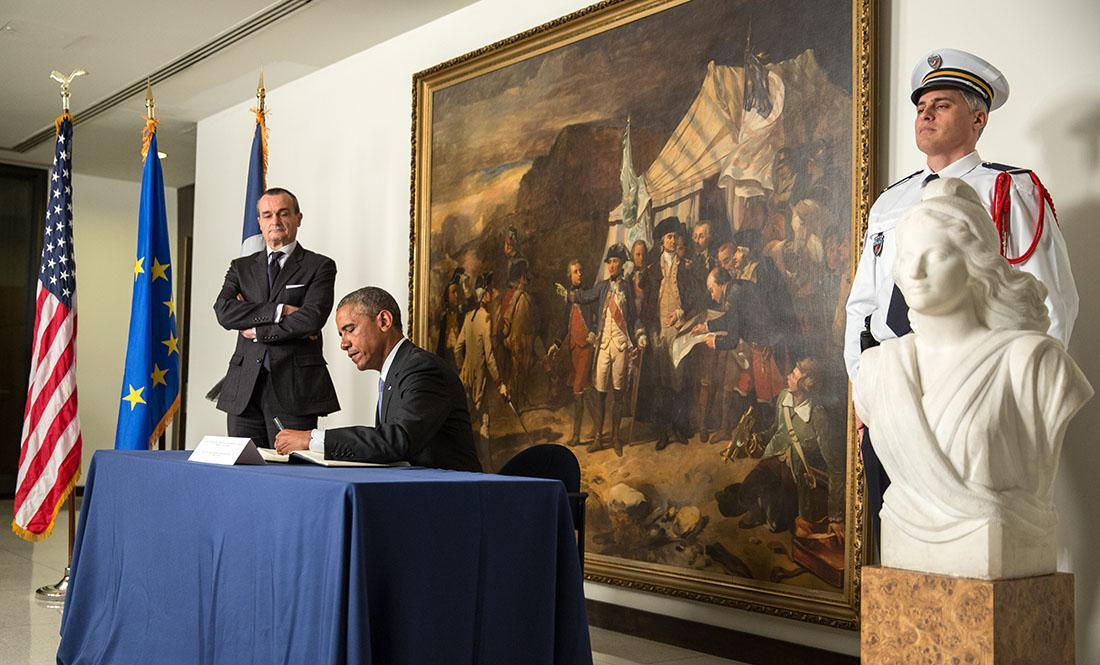
Photographie officielle de la Maison-Blanche montrant Barack Obama signant devant Gérard Araud le registre de condoléances à l'ambassade de France aux États-Unis.

Le 9 janvier 2015, la fondation Robert-Schuman recense 45 réactions de chefs d'État et de chefs de gouvernement, provenant de 39 pays et institutions internationales,. Les chefs d'État ou de gouvernement de dizaines de pays du monde, y compris musulmans, expriment rapidement leur indignation et leur compassion vis-à-vis des familles des victimes,,,,,,. Plusieurs instances et personnalités islamiques dénoncent également cet attentat. C'est ainsi le cas de l'université al-Azhar, du président du parti islamiste tunisien Ennahdha, Rached Ghannouchi, ou encore de Tariq Ramadan. Le père Ciro Benedettini, vice-directeur du Bureau de presse du Saint-Siège, fait part aux journalistes de la « double condamnation » du Vatican : « une condamnation pour l’acte de violence » et « une condamnation pour l’atteinte à la liberté de la presse, aussi importante que la liberté religieuse ».
Le lendemain, le pape François célèbre sa messe matinale dans la chapelle de la maison Sainte-Marthe, en l'offrant pour les victimes de l'attaque. Il évoque alors ceux qui sont frappés par la « cruauté et par la férocité de ce vil attentat » et affirme : « L'attentat d'hier à Paris nous fait penser à toute cette cruauté, cette cruauté humaine ; à ce terrorisme, que ce soit un terrorisme isolé ou un terrorisme d'État. Cette cruauté dont l'homme est capable ! Prions, maintenant, pour les victimes de cette cruauté. Tant de victimes ! Et prions aussi pour les personnes cruelles, afin que le Seigneur convertisse leur cœur. »
Hassan Nasrallah, le chef de l'organisation Hezbollah, a également condamné les actes perpétrés par « certains groupes terroristes qui se revendiquent de l'islam » et de déclarer « ce sont les pires actes ayant nui au Prophète dans l'histoire »,. De même, le Hamas annonce qu'il « condamne les agressions contre le magazine Charlie Hebdo et insiste que le différend d'opinion et de pensée ne saurait justifier le meurtre ».

#### Anonymes
Des rassemblements de soutien aux victimes ont lieu dans de nombreuses villes d'Europe et du monde,.

### «Je suis Charlie»

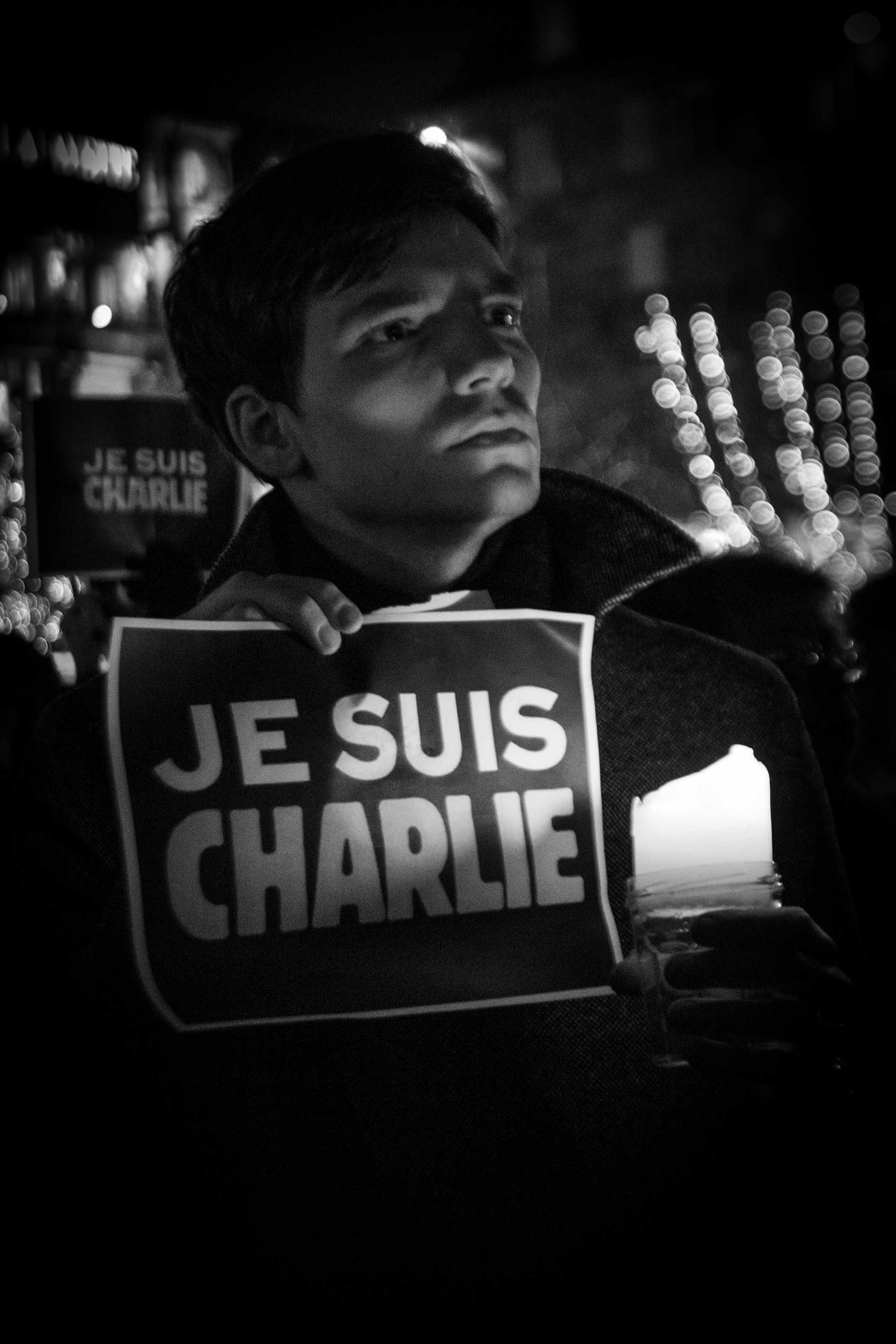
Dès le 7 janvier au soir le logo est utilisé dans les manifestations de soutien, ici à Strasbourg.

Le slogan « Je suis Charlie » est devenu le symbole du soutien aux victimes, de la révolte face aux attaques terroristes, de défense de la liberté d'expression, d'unité nationale et de fraternité,. Créé par un graphiste, Joachim Roncin, quelques minutes après l'attaque contre la rédaction de Charlie Hebdo, ce slogan se propage comme une traînée de poudre sur les réseaux sociaux et notamment sur Twitter. À peine quelques heures après l'attaque, le logo se trouve déjà sur les pancartes des manifestations, comme le rassemblement spontané place de la République à Paris. Il traverse les frontières et trouve un large écho à l'étranger.
Le slogan sera par la suite décliné sous de multiples formes dans les manifestations de soutien en France et dans le monde ayant suivi l'attentat, ainsi que dans des textes musicaux composés en hommage aux victimes, comme ceux de Grand Corps Malade, de Tryo et de M.

### Anonymous
Le groupe hacktiviste Anonymous annonce autour du 10 janvier sur les sites Pastebin et YouTube que l'organisation menace de s'attaquer à quiconque nuira à la liberté d'expression. À la suite de ces menaces, une liste de comptes Twitter est publiée sur pastebin.com.

## Conséquences indirectes
Le comportement de Lassana Bathily, jeune Malien francophone de confession musulmane, qui a caché des clients du magasin Hyper Cacher dans la chambre froide de la cave afin qu'ils échappent à la vue d'Amedy Coulibaly, suscite des pétitions de soutien. Elles réclament notamment la naturalisation du jeune homme. Le 15 janvier 2015, il est décidé de lui accorder la nationalité française.
Le 14 janvier 2015, soit une semaine après l'attentat, le journal Charlie Hebdo est publié. Le premier tirage s'écoule en quelques minutes à peine. Le jour même, les journalistes décident de le réimprimer jusqu'au jeudi suivant. Le 17 janvier, des manifestations violentes ont lieu dans plusieurs pays, notamment au Niger, contre Charlie Hebdo qui a sorti quelques jours plus tôt un numéro dont la une représente un homme enturbanné dans lequel certains voient le prophète Mahomet, même si cela n'est pas indiqué. Des affrontements coûtent la vie à quatre personnes.

## Victimes
Deux ans après les attentats, la secrétaire d’État chargée de l’aide aux victimes Juliette Méadel indique un recensement officiel de 202 victimes qui se répartissent entre les 17 morts, 18 blessés, 31 otages, 31 personnes choquées (témoins situés à l’extérieur) et 98 « victimes impliquées » (proches des précédents) et 7 « victimes autres ». Dix-sept enfants mineurs deviennent pupilles de la Nation. Le Fonds de garantie des victimes des actes de terrorisme et d'autres infractions (FGTI) a ouvert 349 dossiers, représentant 5,3 millions d’euros d'indemnisation, somme non définitive, certains blessés étant toujours en convalescence.

## Renforcement des mesures de sécurité
S'exprimant à la tribune de l'Assemblée nationale mardi 13 janvier 2015 juste après les attentats, le Premier ministre Manuel Valls évoque une « guerre contre le terrorisme ». Cette expression sera répétée par François Hollande et Manuel Valls, au moment des attaques terroristes suivantes comme l'attentat déjoué du Thalys en août 2015 et surtout les attentats de Paris du 13 novembre 2015.
Quelques jours après les attentats, le gouvernement annonce la mobilisation de 10 000 militaires, de 700 policiers et gendarmes pour la protection des 717 écoles et lieux de culte juifs en France, ainsi que la généralisation de l'isolement des prisonniers radicalisés. 
Après un conseil de Défense tenu le 14 janvier 2015, le président François Hollande déclare lors de ses vœux au monde éducatif depuis la Sorbonne : « Un nouvel enseignement civique et moral va entrer en vigueur dès la rentrée 2015 » ». Les attentats accélèrent la mise en œuvre de mesures antiterroristes déjà prévues auparavant, telles que le vote de la loi relative au renseignement, discutée au Parlement dès le mois de mars et promulguée le 24 juillet 2015, mais qui est critiquée en raison des risques d'atteinte aux libertés fondamentales, notamment la liberté d'expression.
Mi-novembre 2015, 41 notes de la direction centrale du renseignement intérieur (DCRI devenue la DGSI en mai 2014) sur les frères Kouachi et Amedy Coulibaly sont déclassifiées à la demande de la Justice. Le volume de données collectées sur les frères Kouachi entre 2010 et 2013 confirme le sérieux du travail effectué, mais met en évidence des défaillances en aval, dans l’analyse faite de ces informations.

## Procès
(2 septembre 2020 - 10 novembre 2020).
Le texte peut changer fréquemment, n’est peut-être pas à jour et peut manquer de recul. 
Le titre et la description de l'acte concerné reposent sur la qualification juridique retenue lors de la rédaction de l'article et peuvent évoluer en même temps que celle-ci.
Le 20 décembre 2018, le parquet de Paris demande un procès aux assises pour 14 personnes, soupçonnées à des degrés divers de soutien aux terroristes dans les attentats contre les locaux de Charlie Hebdo, à Montrouge et de l’Hyper Cacher soit :
- Hayat Boumeddiene (compagne d'Amédy Coulibaly, en fuite),
- Ali Riza Polat (défendu par Me Isabelle Coutant-Peyre et Me Antoine Van Rie),
- Nezar Pastor Alwatik (défendu par Me Delphine Malapert et Me Marie Dosé),
- Mohamed Fares (défendu par Me Safya Akorri), Mohamed Belhoucine (en fuite), Mehdi Belhoucine (en fuite),
- Willy Prevost (défendu par Me Hugo Levy),
- Amar Ramdani (défendu par Me Daphné Pugliesi et Me Christian Saint Palais),
- Saïd Makhlouf (défendu par Me Zoé Royaux et Me Laurent Simeray),
- Metin Karasular (défendu par Me Gildas Brochen et Me Michel Bouchat),
- Michel Catino (défendu par Me Beryl Brown et Me Fabian Lauvaux),
- Abdelaziz Abbad (défendu par Me Margaux Durand-Poincloux et David Apelbaum)
- Miguel Martinez (défendu par Me Margot Pugliese)

Le maintien en détention provisoire de ces treize individus alors que la qualification terroriste des poursuites engagées contre Christophe Raumel (défendu par Me Clémence Witt), est abandonné au profit de la qualification d'« association de malfaiteurs » et pour lequel est demandée une assignation à résidence sous bracelet électronique dans l'attente du procès. Des non-lieux sont requis pour trois individus, Tonino G., Samir L. et Abdelaziz S., pour causes d'éléments insuffisants pour les incriminer alors que le cas de Souliman B., seul mineur incriminé, est disjoint en novembre 2018 au profit de poursuites engagées par le parquet de Lille. Les juges d’instruction antiterroristes peuvent décider de renvoyer tout ou partie de ces suspects devant une cour d’assises spéciale dont les audiences se déroulent en 2020, sauf si l'arrestation en décembre 2018 de Peter Cherif devait relancer l'instruction.
En octobre 2019, il est annoncé que le procès est fixé du 4 mai au 10 juillet 2020. Quatorze suspects, dont trois possiblement décédés, soupçonnés d’avoir apporté leur aide aux frères Kouachi et à Amédy Coulibaly, sont amenés à comparaître devant une cour d’assises spéciale au tribunal de Paris porte de Clichy. Du fait de la pandémie de la Covid-19, le procès débute le 2 septembre 2020.
Après trois mois d'audience, la première filmée, et 48 heures de délibération, les cinq magistrats professionnels de la cour d'assises spéciale de Paris ont rendu leur verdict le 16 décembre avec des peines allant de 4 ans de prison à la réclusion à perpétuité, avec des quantums de peine dans l'ensemble inférieures aux réquisitions du parquet national antiterroriste, les juges écartant la qualification terroriste pour 6 des 11 accusés présents. Ali Riza Polat est condamné à trente ans de réclusion criminelle pour « complicité » des crimes terroristes commis par les frères Kouachi et Amédy Coulibaly avec une période de sûreté des deux tiers. Mohamed Belhoucine, présumé mort en Syrie et qui était également jugé par défaut, a été condamné à la plus lourde peine, la perpétuité, alors qu'Hayat Boumeddiene, jugée par défaut écope de 30 ans de réclusion. Amar Ramdani reçoit la plus lourde peine avec 20 ans de prison dont une période de sûreté des deux tiers. Nezar Mickael Pastor Alwatik, est condamné à 18 ans de réclusion, et Willy Prevost à 13 ans de réclusion.  Des peines allant de cinq à dix ans de prison ont ainsi été prononcées pour délit "d'association de malfaiteurs" à l'encontre de Metin Karasular, Michel Catino, Abdelaziz Abbad et Miguel Martinez. Huit ans de prison ont été prononcés contre Saïd Makhlouf et Mohamed Fares, reconnus coupables des mêmes faits. Le seul accusé qui comparaissait libre, Christophe Raumel, a été condamné à 4 ans de prison. Présumé mort, Mehdi Belhoucine, frère de Mohamed Belhoucine: le jeune homme, ne reçoit pas de peine ayant déjà été condamné en janvier 2020.
Respectivement condamnés à 30 et 20 ans de prison en première instance, le 16 décembre 2020, Ali Riza Polat et Amar Ramdani ont fait appel de leur jugement. Ils seront rejugés ensemble. Les autres accusés ont accepté leurs condamnations.
Le 20 octobre, la cour d'assises spéciale d'appel a rendu son verdict. La peine d'Ali Riza Polat de réclusion criminelle à perpétuité a été alourdie d’une mesure de sûreté de vingt ans, alors que celle d'Amar Ramdani a été légèrement allégée à treize ans de prison, dont deux tiers de sûreté.

### Mémoire des attentats

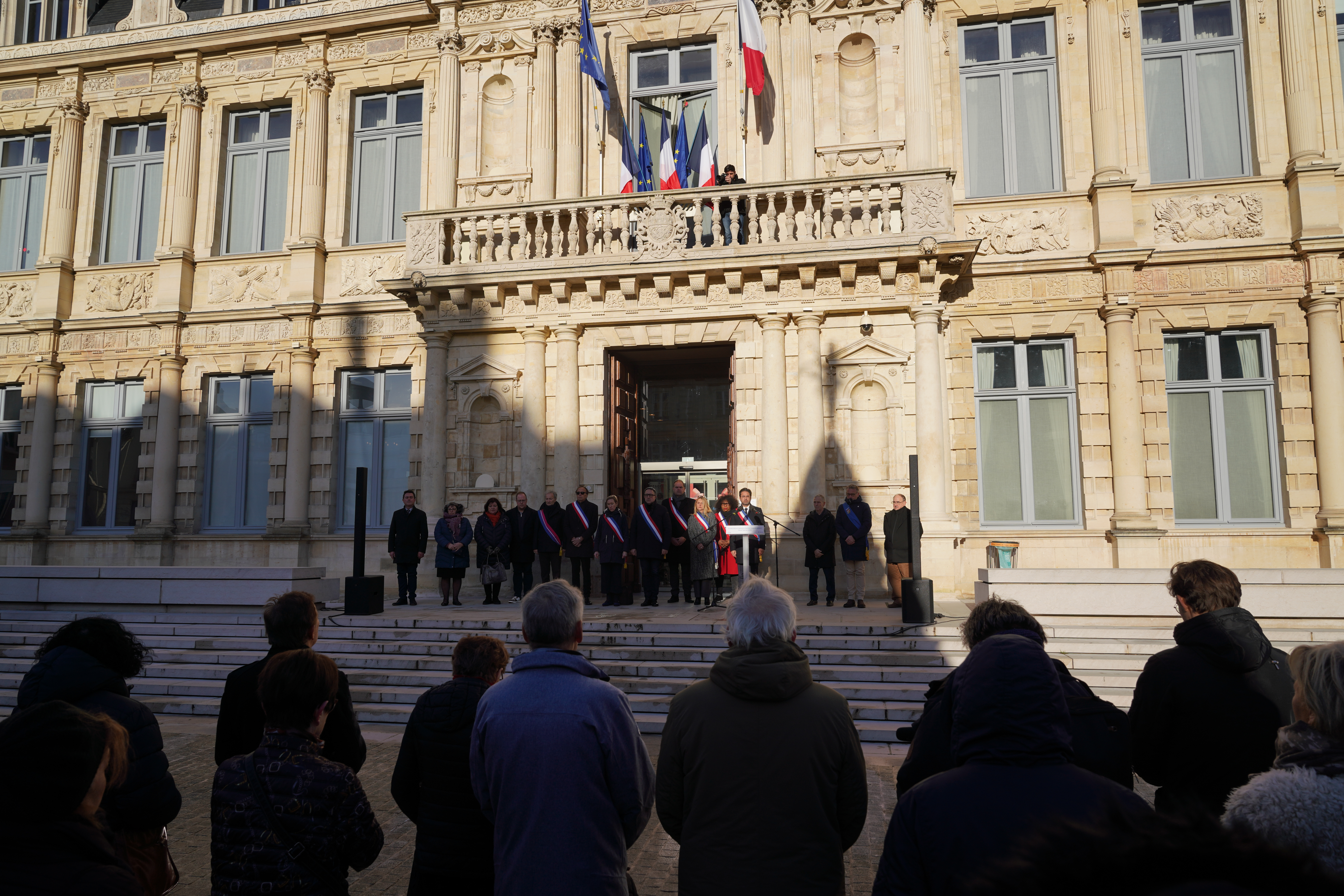
Par exemple ici à Reims.

De nombreuses commémorations des attentats contre « Charlie Hebdo » et l’Hyper Cacher ont lieu en France le 7 janvier 2025, ces hommages ont été sobres, dignes, et courts, « conformément aux souhaits des familles des victimes ».